# Борх, Бернхард фон дер
Бернхард фон дер Борх (ум. 1486/1488) — 41-й ландмейстер Тевтонского ордена в Ливонии (1471—1483).

## Биография
Происходил из вестфальского города Зост. Сохранились имена его родителей: Фридрих фон дер Борг и Альверт Брейтхаузен. Семья Боргов владела в Вестфалии рядом замков. Рыцарем-крестоносцем стал предположительно в 1451 году в Раквере, в Ливонский орден вступил в 1471 году, где начал быстро продвигаться по иерархической лестнице.
В 1471 году занимал должность комтура замка Алуксне, а затем был назначен ландмаршалом Ливонского Ордена. Во время правления ливонского магистра Иоганна Вальдхауна фон Герсе (1470—1471) Бернхард фон дер Борх возглавил оппозицию и добился его свержения. В марте 1471 года ливонский магистр Иоганн фон Вальдхаун Герсе был отстранён от власти и заключён в Венден. Ландмаршал Бернхард фон дер Борх был избран новым ландмейстером Тевтонского Ордена в Ливонии. В январе 1472 года на ландтаге в Вольмаре был заключен 10-летний мир между Ливонским Орденом, Рижским архиепископством и городом Ригой. Но Вольмарский мир не урегулировал всех противоречий между ливонским магистром и рижским архиепископом. Рижский архиепископ Сильвестр Стодевешер (1448—1479) жаловался на магистра папе римскому и германским князьям, заключил союз с дерптским епископом и Швецией, укреплял свои замки и нанимал за границей наёмников. Курляндский и замландский епископы безуспешно пытались примирить ливонского магистра с рижским архиепископом. 3 марта 1477 года на новом ландтаге в Вольмаре соперники возобновили 10-летний мирный договор. Однако рижский архиепископ Сильвестр не прекратил своих враждебных действий и отлучил город Ригу от церкви. Ливонский магистр Бернхард фон дер Борх ездил в Рим, откуда 19 ноября 1477 года привез папское разрешение снять отлучение. В августе 1478 года ливонский магистр, дворянство и города подали папе римскому обширную жалобу на действия рижского архиепископа. В декабре 1477 года в замок Салис на помощь архиепископу Сильвестру прибыло 200 шведских солдат. Магистрат Риги отказался предоставить военную помощь магистру в борьбе против архиепископа. Тогда Бернхард фон дер Борх с орденским войском осадил замок Салис, который через неделю был взят. Шведы сдались и получили разрешение с оружием вернуться на родину. Затем магистр захватил все архиепископские замки. Рижский архиепископ Сильвестр укрылся в Кокенгаузене, который был также захвачен ливонскими рыцарями. Сильвестр Стодевешер был отстранён от должности заключен в кокенгаузенскую темницу. После этого ливонский магистр Бернхард фон дер Борх торжественно вступил в Ригу и овладел всем рижским архиепископством. Магистр назначил новым рижским архиепископом своего двоюродного брата, ревельского епископа Симона фон дер Борха. В июле 1479 года Сильвестр Стодевешер скончался в тюремном заключени в Кокенгаузене. В августе 1479 года папа римский Сикст издал специальную буллу, в которой отлучил от церкви ливонского магистра Бернхарда фон дер Борха и его сторонников. Папа римский назначил новым рижским архиепископом орденского прокуратора Стефан фон Грубена. Но ливонский магистр Бернхард фон дер Борх и рижский архиепископ Симон фон дер Борх отказались исполнять папское решение.
С 1472 года ливонский магистр Бернхард фон дер Борх начал реализацию политики укрепления власти ордена в Ливонии и агрессию в отношении соседних территорий. В 1473 году истекало девятилетнее перемирие между Ливонским Орденом и Псковской республикой. Псковские и ливонские послы встретились в Нарве для переговоров, но не смогли добиться никаких результатов. Псковичи обратились за помощью к великому князю московскому Ивану III Васильевичу. В конце того же 1473 года в Псков прибыло большое русское войско под командованием талантливого московского воеводы князя Даниила Дмитриевича Холмского, который стал готовиться к войне против Ордена. Ливонские власти, обеспокоенные военными приготовлениями, спешно выслали своё посольство на переговоры в Псков. В 1474 году в Пскове было заключено 30-летнее перемирие между Ливонским Орденом и Псковской республикой. Согласно условиям перемирия, дерптский епископ должен был выплачивать великому князю московскому «древнюю юрьевскую дань», которую раньше ливонцы платили древнерусским князьям.
В 1480 году, стремясь расширить территорию ордена и предотвратить расширение влияния Великого княжества Московского в Псковской республике, при этом надеясь на нейтралитет Великого княжества Литовского, он выступил в поход на Псков с целью подчинения республики.
Тридцатилетнее русско-ливонское перемирие не соблюдалось обеими сторонами. В ливонских городах были задержаны и ограблены псковские купцы. В ответ псковичи посадили в темницу ливонских купцов. В 1478 году псковичи совершили набег на приграничные орденские владения.
1 января 1480 года началась война между Ливонским Орденом и Псковской республикой. Ливонские рыцари-крестоносцы совершили набег на псковские земли, взяли город Вышгородок и перебили всех жителей. 20 января ливонцы осадили псковский пригород Гдов и выжгли его посад. Псковичи обратились за помощью к великому князю московскому, который отправил к ним своё войско под командованием князя Андрея Никитича Ногтя-Оболенского. 11 февраля 1480 года псковичи и москвичи двинулись в поход на Ливонию. Союзники захватили один из орденских замков и опустошили окрестности Дерпта. Множество немцев и эстонцев (чуди) было взято в плен. 20 февраля они вернулись из ливонского похода в Псков. В ответ ливонцы с эстонцами совершали набеги на псковские владения, сжигая сёла и убивая жителей.
Весной 1480 года ливонский магистр Бернхард фон дер Борх с большим орденским войском совершил поход на Псковскую область. Ливонские крестоносцы осадили Изборск, но при приближении к городу псковской рати отступили в свои владения. В начале августа 1480 года рыцари смогли захватить Кобылий городок, где погибло и было взято в плен около четырёх тысяч жителей.
В августе 1480 года ливонский магистр Бернхард фон дер Борх с большой орденской армией вторично вторгся в псковские владения. 18 августа магистр осадил Изборск, но не смог его взять и устремился на Псков. 20 августа магистр подошел к Пскову и осадил город. Осада была неудачна, ливонские рыцари потеряли свои лодки и отошли домой, принуждённые снять осаду. Но псковские волости были жестоко разорены и опустошены.
В начале 1481 года великий князь московский Иван III Васильевич отправил на помощь псковичам двадцатитысячное русское войско из Москвы и Новгорода. Во главе московского войска находились воеводы князья Иван Васильевич Булгак-Патрикеев и Ярослав Васильевич Оболенский, новгородской ратью командовали наместники князь Василий Фёдорович Шуйский и Иван Зиновьевич Станищев. К ним присоединилось псковское ополчение под командованием наместника князя Василия Васильевича Бледного Шуйского. В феврале русские полки по трём направлениям вторглись во владения Ливонского Ордена, разоряя, грабя и сжигая всё на своем пути. Ливонские владения от Дерпта до Риги были страшно опустошены. Орденские замки Каркус и Тарваст были захвачены приступом, разорены и сожжены. 1 марта русские осадили замок Феллин (Вильянди), который был резиденцией ливонских магистров. Сам Бернхард фон дер Борх за день до подхода русских бежал из Феллина в Ригу. Новгородский полк под командованием князя Василия Фёдоровича Шуйского преследовали ливонского магистра на протяжении 50 вёрст и захватили часть вражеского обоза. Русские ворвались в Феллин и вынудили немцев, укрывшихся в городком замке, выплатить большой выкуп (2 тыс. руб.) за снятие осады. В течение четырёх недель русские воеводы опустошили и выжгли орденские владения. Ливонский магистр не «выходил в поле», дал возможность русским безнаказанно опустошить свои владения. Этим он сильно вооружил против себя рыцарей, и вассалов, и города. После отступления русской рати Бернхард фон дер Борх отправил своё посольство на переговоры в Новгород. 1 сентября 1481 года было заключено 10-летнее перемирие между Ливонским Орденом и Московским княжеством.
Русско-ливонская война 1480—1481 годов и её последствия пагубно отразились на репутации ливонского магистра Бернхарда фон дер Борха. В мае 1481 года рижане отказались подчиняться ливонскому магистру, который был отлучен папой римским от церкви. Однако Бернхард фон дер Борх нашёл себе поддержку в лице германского императора Фридриха III Габсбурга. Император признал ливонского магистра имперским князем и предоставил ему верховную власть над городом Ригой и Рижским архиепископством. Бернхард фон дер Борх потребовал покорности от Риги, но горожане отказались. Тогда ливонский магистр с войском и артиллерией осадил Ригу. 24 июня 1481 года рижане объявили войну Ливонскому Ордену. С июня по октябрь шли бесплодные переговоры между противниками. В декабре 1481 года папа римский Сикст IV в своей булле разрешил рижанам отказаться от присяги на верность ливонскому магистру и приказал повиноваться новому архиепископу Стефану фон Грубену.
27 марта 1482 года ливонский магистр заключил с рижанами перемирие на два года. 29 июля 1483 года в Ригу прибыл новый рижский архиепископ Стефан фон Грубен, который был торжественно принят горожанами, подтвердил его привилегии и принял присягу от горожан. В ответ ливонский магистр Бернхард фон де Борх начал военные действия против Риги. Рижане заняли архиепископские замки и разорили близлежащие орденские владения. Магистр с орденским войском осадил замок Кокенгаузен, но не смог его захватить. Рижане осадили и взяли орденскую крепость Динамюнде. Рижское ополчение захватило много орденских замков и даже осадило Венден, где тогда находился сам ливонский магистр. Рижане разорили окрестности Вендена и с большой добычей вернулись в Ригу.
19 ноября 1483 года орденские сановники, недовольные нерешительной политикой ливонского магистра Бернхарда фон дер Борха, прибыли в Венден. Они созвали горожан и заняли венденский замок, вынудив магистра отказаться от своей должности. Бернхард фон дер Борх вынужден был уступить и сдал свои полномочия ревельскому комтуру Иоганну Фридриху фон Лоринкгофену, избранному новым магистром.
Остаток своей жизни Бернхард фон дер Борх провел в замках Леаль и Пернов.